# 外交部特派驻沪交涉员公署
外交部特派驻沪交涉员公署，是中国政府于1911年至1929年间设立于上海，负责处理上海地区对外事务的政府派出性机构。交涉员公署前期命名为外交部驻沪通商交涉司，期间一度更名为外交部驻沪交涉使。1929年，国民政府外交部统一裁撤各口岸派出机构，交涉员公署因此结束。

## 历史

### 驻沪通商交涉司
上海自辟为通商口岸以后，由上海道台负责与洋人处理外交事宜。1911年11月，上海光复，上海道台被废，其负责的外交事务由上海沪军都督府接管。沪军都督府委任伍廷芳担任交涉事务代表。不久，沪军都督府成立上海交涉司，经伍廷芳和陈其美的讨论，由许继祥和蔡少严处理外交交涉。1912年1月，南京临时政府成立后，上海交涉司更名为驻沪通商交涉司。当年3月，袁世凯在北京接替孙中山就任临时大总统，开启北洋时代。驻沪通商交涉司由此受北洋政府外交部管理。
1913年，驻沪通商交涉司改称外交部驻沪交涉使。7月，北洋政府设立上海镇守使，节制上海地方军政诸事务。翌年一月，随着道一级行政区划的恢复，原满清上海道台一职更名为上海观察使，接管地方政务，包括外事交涉。5月，上海观察使更名为沪海道尹，交涉员一职由沪海道尹兼任。

### 特派驻沪交涉员公署
自1916年2月，沪海道尹不再兼任交涉员一职。同时，北洋政府外交部在上海设立特派驻沪交涉员公署。下设秘书处、总务科、交际科和外政科。其较之上海道台，交涉员不再兼理海关事务，但其职权管控范围扩大到江苏省。
1927年，南京国民政府成立，上海依《特别市组织法》于7月成立为上海特别市，从此由江苏省独立而出。交涉员公署仍归由国民政府外交部直辖，但范围仅限于上海特别市辖境。
1929年5月4日，为统一外交事权，外交部呈请国民政府及行政院，提议撤销派驻各口岸交涉署、各省特派交涉署。国民政府答复表示同意，要求外交部拟定具体实行办法，并由行政院于7月19日敕令全国遵照执行。12月31日，驻上海交涉公署依行政院令裁撤，原有房屋资产及日常卷宗由外交部驻上海办事处接管。而涉及地方事务的卷宗则由上海特别市政府接管。原由交涉员公署办理的外国公民护照签证发放由上海特别市公安局处理；外商租地、购地等事宜，由市土地局负责接管办理；外侨工商法人、社会团体法人登记，由市社会局接管办理；外侨学校成立登记由市教育局承办。租界内的相关事务仍由租界当局相关政府机构负责处理。

## 历任交涉员
驻沪交涉员前后共历经19年，共有13人担任过16次交涉员一职。
| 姓名   | 肖像 | 授权者          | 在任时间      | 职名                 |
| ------ | ---- | --------------- | ------------- | -------------------- |
| 伍廷芳 |      | 沪军都督府      | 1911年11月    | （交涉事务代表）     |
| 许继祥 |      | 沪军都督府      | 1911年        | 交涉司               |
| 温宗尧 |      | 临时政府 (南京) | 1912年1月     | 驻沪通商交涉司       |
| 陈贻范 |      | 临时政府 (北京) | 1912年        | 驻沪通商交涉司       |
| 张煜全 |      | 临时政府 (北京) | 1913年        | 外交部驻沪交涉使     |
| 杨晟   |      | 北洋政府        | 1913年-1916年 | 外交部驻沪交涉使     |
| 朱兆莘 |      | 北洋政府        | 1916年        | 外交部特派驻沪交涉员 |
| 萨福懋 |      | 北洋政府        | 1917年        | 外交部特派驻沪交涉员 |
| 陈贻范 |      | 北洋政府        | 1918年        | 外交部特派驻沪交涉员 |
| 杨晟   |      | 北洋政府        | 1919年        | 外交部特派驻沪交涉员 |
| 许沅   |      | 北洋政府        | 1920年-1924年 | 外交部特派驻沪交涉员 |
| 温世珍 |      | 北洋政府        | 1924年        | 外交部特派驻沪交涉员 |
| 许沅   |      | 北洋政府        | 1925年-1927年 | 外交部特派驻沪交涉员 |
| 郭泰祺 |      | 国民政府        | 1927年        | 外交部特派驻沪交涉员 |
| 金问泗 |      | 国民政府        | 1928年        | 外交部特派驻沪交涉员 |
| 徐谟   |      | 国民政府        | 1929年        | 外交部特派驻沪交涉员 |